# Huedin
Huedin (węg. Bánffyhunyad) – miasto w zachodniej Rumunii, w okręgu Kluż. W 2007 liczyło 9658 mieszkańców.